# Woman from Tokyo
Woman from Tokyo est une chanson du groupe de hard rock britannique Deep Purple sortie en 1973.

## Historique
Woman from Tokyo est le morceau d'ouverture de l'album Who Do We Think We Are , septième album studio du groupe, sorti le 17 février 1973.
Le titre n'est pas sorti en single au Royaume-Uni, à cause des dissensions internes au groupe.
Il est par contre sorti en single dans de nombreux pays comme la France, l'Allemagne, l'Italie, les Pays-Bas, la Belgique, l'Espagne ou le Japon : d'une durée de 2:43, ce single avait comme face B une version live de Black Night,. Il s'est classé 6e aux Pays-Bas, 16e en Allemagne et 23e en Belgique,.
Woman from Tokyo fut un des derniers grands morceaux de Deep Purple avec le chanteur Ian Gillan, qui quitta le groupe à la fin de l'année 1973.
Le titre a été repris sur des dizaines d'albums de compilation ou d'albums live durant cinq décennies, et sur le DVD de 2011 Deep Purple with Orchestra - Live in Montreux où Deep Purple Mk 8 (Gillan - Paice - Glover - Morse - Airey) se produit avec un orchestre symphonique complet dirigé par Stephen Bentley-Klein.
Par la suite, Blackmore n'a plus jamais voulu jouer ce titre. Il n'a été joué avec Blackmore que lors de la tournée européenne de 1993 (voir Live in Europe 1993).

## Description
Woman from Tokyo a été écrit comme un hommage au public japonais très fidèle à Deep Purple, qui fut un des premiers groupes de rock européens à se produire au Japon.
L'admiration de Deep Purple pour le rock progressif se reflète dans le long break rêveur qui occupe le milieu du morceau : ce break n'apparaît que sur la version album et est absent du single, ce qui explique la forte différence de durée entre les deux versions.

## Crédits
Musique et texte : Ritchie Blackmore, Ian Gillan, Roger Glover, Jon Lord, Ian Paice,.
Producteurs : Ritchie Blackmore, Ian Gillan, Roger Glover, Jon Lord, Ian Paice.

## Musiciens
- Ritchie Blackmore : guitare
- Ian Gillan : chant
- Roger Glover : basse
- Jon Lord : orgue
- Ian Paice : batterie

## Appréciation
Le magazine Ultimate Classic Rock classe Woman from Tokyo, à la 6e place des 10 meilleures chansons de Deep Purple.
Geoff Barton, journaliste de l'hebdomadaire musical Sounds, estime cependant que ce titre est une des chansons les plus sous-estimées de Deep Purple.

## Classement hebdomadaire
| Classement (1973)                       | Meilleure position |
| --------------------------------------- | ------------------ |
| Pays-Bas (Nederlandse Top 40)           | 8                  |
| Allemagne                               | 16                 |
| Belgique (Flandre Ultratop 50 Singles)  | 23                 |
| Belgique (Wallonie Ultratop 50 Singles) | 32                 |
| États-Unis (Hot 100)                    | 60                 |